# Torkham (Paquistão)
Torkham (em urdu:  طورخم;  تورخم; romanizado: tūrxam) é uma cidade paquistanesa no distrito de Khyber (até 2018, era a Agência Khyber do agora extinto FATA), que é o local da passagem da fronteira de Torkham com o Afeganistão, a oeste do histórico Passo de Khyber.
Torkham fica no final da Rodovia Nacional N-5, e está conectada à cidade de Peshawar, no leste. As mercadorias transportadas chegam a Tokham da cidade portuária de Karachi, na província de Sindh. Torkham fica 5 km a oeste do cume do Passo Khyber. Encontra-se na rota de abastecimento mais importante usada pelas forças da OTAN lideradas pelos EUA que estavam no Afeganistão. O governo do Paquistão às vezes bloqueia suprimentos devido ao uso americano de ataques de drones no Paquistão e, por razões de segurança, após os afegãos terem disparado contra trabalhadores da construção civil paquistaneses que construíam uma cerca na fronteira. Até o final de 2018, o Paquistão havia concluído uma porção de 486 quilômetros da cerca de fronteira ao redor de Torkham para selar a fronteira porosa, a fim de conter o contrabando de armas, a migração ilegal e o tráfico de drogas.
Ao longo da história, tem sido uma importante rota comercial entre o sul da Ásia e a Ásia Central e uma localização militar estratégica. A cidade adjacente do outro lado da fronteira no Afeganistão também é conhecida pelo mesmo nome: Torkham. Torkham foi o primeiro ponto de entrada no Paquistão para muitos dos 3,5 milhões de afegãos que fugiram da invasão soviética como refugiados.

## Clima
Com influência do clima de estepe local, Torkham apresenta um clima semiárido quente (Köppen BSh). A temperatura média em Torkham é 20,3°C, enquanto a precipitação média anual é de 407milímetros. Junho é o mês mais seco, com uma precipitação média de 8mm, enquanto o mês mais chuvoso é março, com média de 82mm de precipitação.

Junho é o mês mais quente do ano com temperatura média de 31,0°C. O mês mais frio é janeiro e tem uma temperatura média de 8,4°C.